# Sycophila pistacina
Sycophila pistacina is een vliesvleugelig insect uit de familie Eurytomidae. De wetenschappelijke naam is voor het eerst geldig gepubliceerd in 1872 door Rondani.